# ドクトルG
- 仮面ライダーシリーズ
  - 仮面ライダーV3 > ドクトルG
  - 仮面ライダーシリーズ登場怪人一覧 > 仮面ライダーシリーズ第1期登場怪人一覧 > ドクトルG

ドクトルG（ドクトルゲー）は、特撮テレビドラマ『仮面ライダーV3』に登場するキャラクター。敵組織デストロンの大幹部であり、それ以降の仮面ライダーシリーズの作品にも登場している。ここでは、怪人態であるカニレーザーについても記述する。

## 『仮面ライダーV3』に登場するドクトルG
『仮面ライダーV3』第13話から第30話まで登場。
「G作戦」により、秘密裏にドイツ支部から招聘されて来日した初代日本支部長で、本編に登場した唯一のデストロン生え抜きの大幹部。元ナチスの軍人でもあり、「悪魔の頭脳を持つ男」と称される。
性格は冷酷かつ尊大だが、独自の騎士道精神と哲学を持っており、戦闘と破壊が進歩を生むという倫理観が行動原理となっている。戦闘能力が高く通常怪人の3倍の力を持つため、そのままの姿でもV3と互角以上に渡り合う。また、人喰いカニを操ることもできる。
使用する武具には、デストロンのシンボルであるサソリの紋様が刻まれている。作戦の際には、Gマークを壁に刻んだりしている。
ショッカーやゲルショッカーの大幹部4人が復活させられた際には共に「ギラードガンマー」を用いた日本全滅作戦に臨み、自身は東京を担当するが、個々のプライドの高さから協調性は低かったため、作戦を失敗したうえに自分以外の4幹部も戦死してしまう。
登場終盤にはデストロンハンターによって改造人間製造工場を破壊されたことでデストロン首領の信頼を失い、名誉を挽回しようとカニレーザーに変身してV3に最後の戦いを挑んだ。
- 演 - 千波丈太郎[1]
  - V3のことを「仮面ラァーイダV3」と呼ぶ[2][4][1]が、これは役に個性を持たせようとした千波が歌舞伎の見得を元に考案した演出である[5][6]。当時の児童誌では、「日本に来たばかりであるため、日本語が上手に話せない」という設定であった[7]。
- デザイン画では、学者という設定から縁なしの眼鏡をかけ、口ひげを生やした姿であったが[8]、千波は自身の顔がわからなくなることからこれらに反対し、千波の意向で眼の周りを黒く塗るメイクでの表現とした[6][9]。
- 千波は、撮影について最も覚えていることに、初登場シーンで棺桶から立ち上がるのに苦労したことを挙げている[6]。また、鎧がラメで作られていたため、千波は鎌倉ロケの際での暑さなどの苦労を語っている[10]。

武具
斧
刃にサソリ毒が塗られており、触れただけで敵を倒せる。柄には電磁誘導装置が組み込まれており、投げれば200メートル先の標的にも命中する。
盾
仮面ライダーV3のキックも弾く。表面のサソリ紋様からは猛毒「ルガー」を噴射する。
剣
一族に伝わる家宝のひとつ。竜の血で鍛えたといわれ、50万ボルトの電流を放つ。
短剣
一族に伝わる家宝のひとつ。投擲武器として用いる。
鎧
表面に電流を帯びており、触れた者は感電する。呪文を唱えることで丈夫な身体となる。赤い部分は人血で染め上げられている。
兜にはサソリが造形されているが、単なる飾りではなく、命令することで敵を襲わせることができる。
ブーツには拍車が仕込まれており、2回かかとを踏むことで飛び出す。
下に着ている布は特殊なもので、耐熱・耐寒機能を備えている。

劇中未公表の設定
4世紀から続くドイツ名門貴族の生まれ。54歳。一族は優秀な人物を多く輩出してきたが、ときどきマッドサイエンティストが生まれたこともあったという。
若いころはライン河沿いの「サソリ屋敷」と呼ばれる古城に住み、サソリとともに暮らしながら毒の研究をしていた。また、妻帯者でもあったが、サソリの研究のために殺害した。城の周囲には、サソリ毒で命を奪った人々の骨が散乱していた。
第二次世界大戦中はナチスに所属し、エルヴィン・ロンメル将軍のもとで活躍して残虐さで勇名を轟かせたという。
ナチス崩壊後にデストロンの一員となり、チベットの幹部養成所で訓練を受けていた。そして、チベット産の猛毒「ルガー」を生み出した。顔以外を改造している。

## 『仮面ライダー×スーパー戦隊 スーパーヒーロー大戦』に登場するドクトルG
映画『仮面ライダー×スーパー戦隊 スーパーヒーロー大戦』に登場。
門矢士 / 仮面ライダーディケイドを敵視する謎の男性・鳴滝が変身した大ショッカーの副首領。原典と同様、仮面ライダーのことを「仮面ラーイダ」と独特のイントネーションで呼び表す。一方、鎧のデザインはサソリの意匠を取り入れて黒く立体的にリメイクされており、武器だった斧と盾の形状も変化している。
鳴滝は以前、『仮面ライダー×仮面ライダー W&ディケイド MOVIE大戦2010』の『仮面ライダーディケイド 完結編』でショッカー幹部のゾル大佐にも変身していたが、なぜ彼が昭和仮面ライダーシリーズの悪の幹部やその怪人態に変身できる理由について説明はない。一説では、ガイアメモリやライダーカードに類する、特定の対象への変身を可能とするアイテムを使用したのではないかと推測されている。
- 演 - 奥田達士[12]

## その他の作品に登場するドクトルG
『仮面ライダーSD』
八鬼衆の1人として登場。蠍を模した戦車スコーピオンGTに搭乗する。
『仮面ライダーSD マイティライダーズ』
グランショッカー一の科学者と言われる一方、珍発明も見せる。
『仮面ライダーSD 疾風伝説』
最終決戦に登場。ボウガン部隊の指揮も執る。
『仮面ライダーSD グランショッカーの野望』
九州の侵攻を担当。津波を起こす装置を作った桜島博士を捕える。
漫画『仮面ライダー11戦記』
ガイストの主幹の1人として再生される。敗れた怪人を始末するなどの非情さは健在であるが、独断専行に走る性格でもあり、ネオキングダークを動かして計画を潰えさせ、自身が大首領に死をもって償わされる。
漫画『仮面ライダーSPIRITS』
暗闇大使が操る魂（生前の記憶）を持たない再生デストロンの大幹部として登場。BADANが制圧し月面に転移させた四国の高知県で、捕らえた人々に幻の超放射性元素・サタンニウムの採掘を行わせていた。人々の解放に訪れたV3を討たんと機械合成怪人軍団を率いて襲撃し、自らもカニレーザーに変身して交戦するが、最後は26の秘密「レッドボーンリング」によって倒される。
舞台『戦闘員日記』
戦闘員を育成するショッカーの幹部として登場。仮面ライダー2号との戦闘を繰り広げる。演じたのは本作品と同じく千波丈太郎。

## カニレーザー
『仮面ライダーV3』第30話に登場。
ドクトルGが「悪魔の戦士の精霊の儀式」を経て変身した、カニとレーザー光線銃の機械合成怪人。頭部や左肩の爪、頭頂の鋏、左腕の大型の鋏や変身前から続いて戦斧や剣を用いる右腕も含めたそれらの表面を覆う棘の形状からも、ドクトルGがモチーフとしていたサソリより、カニに近い容姿となっている。ただ、頭の鋏をサソリの尾、顔側面の爪をサソリの足と見なせば、頭だけはサソリに近いシルエットを残している。鳴き声は「タ〜ラ〜バ〜」。
V3には初見の時点で容姿や名前を知られており、「ドクトルGの正体はカニレーザー」と独白されている（シナリオ上は前半にも登場予定だったのがなくなり、その名残とも）。
変身前から続いて用いる戦斧・剣・盾のほか、新たな武器としてメガホンあるいはパラボラ状の額から放つレーザー光線と口から吐く溶解泡がある。溶解泡は変身時に吐いたのみで、自ら浴びているが影響は無かった。戦闘ではV3のパンチを盾で受けつつ、斧や盾、レーザー光線で攻撃するがどれも決定打とはならず、3度目のレーザー攻撃を回避された後、V3きりもみ反転キックを受けて敗北する。最後はドクトルGの姿に戻り、いさぎよく敗北を認めてデストロンの不滅とV3への別れの言葉を告げ、爆死した。
- 声 - 沢りつお[16]
- スーツアクター - 岡田勝[17]
- サソリをモチーフとしているドクトルGがカニの怪人に変身するという不可解さについては、制作側に多くのクレームが寄せられたほか、ドクトルGの演者の千波も疑問に思っていた[10]。根本的な経緯は判然としないが、シナリオライターが考えてきた案をそのまま使用したらカニになっていたそうである[18]。
- 放送前にはカニレーザーの紹介をメインとした雑誌掲載用のミニ撮影会が催され、それ以後は放送途中での新怪人撮影会が恒例となった[19]。撮影会では、本編では使用していないドクトルGの短剣を構えるカットも存在した[19]。

カニレーザーとしてのみ登場した作品
漫画『宇宙の11 仮面ライダー銀河大戦』
マーダー帝国に再生され、最初からカニレーザーの姿で登場。ゼロ大帝や悪魔元帥と共にマーダーマシン01に搭乗する。

### 『仮面ライダー×スーパー戦隊 スーパーヒーロー大戦』に登場するカニレーザー
映画『仮面ライダー×スーパー戦隊 スーパーヒーロー大戦』に登場。デザインがリメイクされており、名前の通りカニを全面的に意識した姿となっている。
大ショッカーの幹部として登場したドクトルGの怪人態。変身前から用いる戦斧のほか、盾を所持していた左腕が変化した鋏と頭部から放つレーザー光線が武器。特にレーザー光線は最大の武器であり、その威力は仮面ライダーたちを圧倒するほどである。最終決戦では、ディケイド、龍騎、ブレイドが使用した天装戦隊ゴセイジャーのゴセイカードの力でレーザー光線を跳ね返され、ディケイドら3大仮面ライダーの「トリプルライダーキック」を受けて爆散し、鳴滝の姿に戻って次元の壁の彼方へ消えた。
原典では「タ〜ラ〜バ〜」という鳴き声だったが、本作品では「ガニガニ」になっている。
- 声 - 奥田達士[20]
- デザイン - 篠原保

カニレーザーとしてのみ登場した作品
『仮面ライダーフォーゼ スペシャルイベント 天ノ川学園高等学校 春の学園祭スペシャル』
『スーパーヒーロー大戦』と同様、大ショッカーの幹部として登場。デストロン怪人だけでなく、ショッカー怪人やゾディアーツも率いてフォーゼやV3と戦う。
『ネット版 仮面ライダーウィザード イン マジか!?ランド』
「仮面ライダー刑事（デカ）」第3話に登場。ブイさん（仮面ライダーV3）の仇とされるデストロンの生き残りで指名手配犯。実はブイさんに何度も取り逃がされている。
『仮面戦隊ゴライダー』
檀黎斗 / 仮面ライダーゲンムが作り出したゲームの世界の怪人として登場。

### 新生カニレーザー
『ぱちんこ仮面ライダー轟音』に、新生ショッカーの幹部として登場。新生ザリガーナと比べると、それほど体色などに変化は無い。

## モチーフとしたキャラクター
スコーピオンロード レイウルス・アクティア
『仮面ライダーアギト』に登場するキャラクター。
首周りのディテールなどは、ドクトルGをモチーフとしている。